# Daniele Bonessio
Daniele Bonessio (Roma, 9 aprile 1988) è un cestista italiano.
Alto 201 cm per 103 kg di peso, ricopre il ruolo di ala piccola.

## Carriera
Gioca nelle giovanili della Virtus Roma dove tra le stagioni 2004-2006 collezionerà 12 presenze e 5 punti. Nella stagione 2006-07 si trasferisce alla Andrea Costa Imola dove ha disputato la migliore stagione della sua carriera con 30 presenze e ben 128 canestri.
Bonessio viene poi ceduto un anno alla Aurora Jesi, dove conferma ciò che ha fatto vedere di buono in passato, e qui vince la prestigiosa Coppa Italia di Legadue.
Nella stagione 2008-09 passa alla Ostuni Basket, dove gioca l'ex capitano della sua attuale squadra, Domenico Morena, e nel 2009 si trasferisce alla squadra siciliana Basket Barcellona e dopo tre anni di alti e bassi, il 30 giugno 2012 si trasferisce a Bari nella società CUS Bari, dove milita in DNA.
La stagione seguente si trasferisce all'Assigeco Casalpusterlengo, partecipando al nuovo campionato di Legadue Silver. A luglio 2014 si trasferisce all'Olimpia Matera.
Nell'estate del 2015 passa al Recanati, i marchigiani raggiungono la salvezza dopo i playout. Nel 2016 l'atleta romano firma con l'Eurobasket Roma, fresca di promozione in A2. Nei tre anni a Roma, Bonessio è protagonista nelle file dell'Ebk raggiungendo anche i gradi di capitano. Complice un brutto infortunio ed una lenta ripresa nell'estate del 2019 passa alla Virtus Valmontone in serie B: l'avventura dura un solo anno perché la società laziale al termine della stagione non si iscrive alla serie B.
Bonessio alterna l'attività di cestista con quella di allenatore nella società Città Futura di Roma.

## Palmarès
- Coppa Italia di Legadue: 1
 Jesi Academy: 2008